# Дзовенчедо
Дзовенчедо (итал. Zovencedo) — коммуна в Италии, располагается в провинции Виченца области Венеция.
Население составляет 858 человек (2008 г.), плотность населения составляет 95 чел./км². Занимает площадь 9 км². Почтовый индекс — 36020. Телефонный код — 0444.
Покровителем коммуны почитается святитель Николай Мирликийский, чудотворец, празднование 6 декабря.

## Демография
Динамика населения:

## Администрация коммуны
- Официальный сайт: http://www.comune.zovencedo.vi.it/